# Buffonellodes rhomboidalis
Buffonellodes rhomboidalis is een mosdiertjessoort uit de familie van de Buffonellodidae. De wetenschappelijke naam van de soort is voor het eerst geldig gepubliceerd in 1967 door Powell.